# Stazione di Briatico
La stazione di Briatico è una stazione ferroviaria posta sulla tratta storica costiera della ferrovia Tirrenica Meridionale, serve l'omonima città.

## Storia
La stazione fu aperta il 1º gennaio 1893 all'attivazione della tratta Nicotera–Ricadi della ferrovia Tirrenica Meridionale.
Dal 1972, con l'apertura della variante diretta Eccellente–Rosarno, l'importanza della stazione di Briatico è diminuita in quanto la linea storica costiera è utilizzata quasi esclusivamente dal traffico regionale.

## Strutture e impianti
Nel 2018 ha all'attivo 2 binari con servizio prevalentemente passeggeri, mentre il terzo e il tronchino merci sono parzialmente rimossi. Vi fermano tutti i treni regionali.